# Žežulka (usedlost)
Žežulka je usedlost v Dolní Šárce v údolí Šáreckého potoka evidovaná jako kulturní památka od roku 1958 s evidenčním číslem ÚSKP 41179/1-1937, katalogové číslo 1000153283.

## Dolní Šárka
Osada Dolní Šárka se rozprostírala v hlubokém údolí Šáreckého potoka, který pramení jako Litovický potok poblíž obce Jeneč. Teprve po vývěru z Libockého rybníka se nazývá Šárecký potok. Na potoce v minulosti stálo několik mlýnů. Řada dnešních usedlostí vyrostla z původních viničních stavení a byla přeměněna v letohrádky. To je také případ Žežulky (Praha 6, Dejvice čp. 79, V Šáreckém údolí 42).

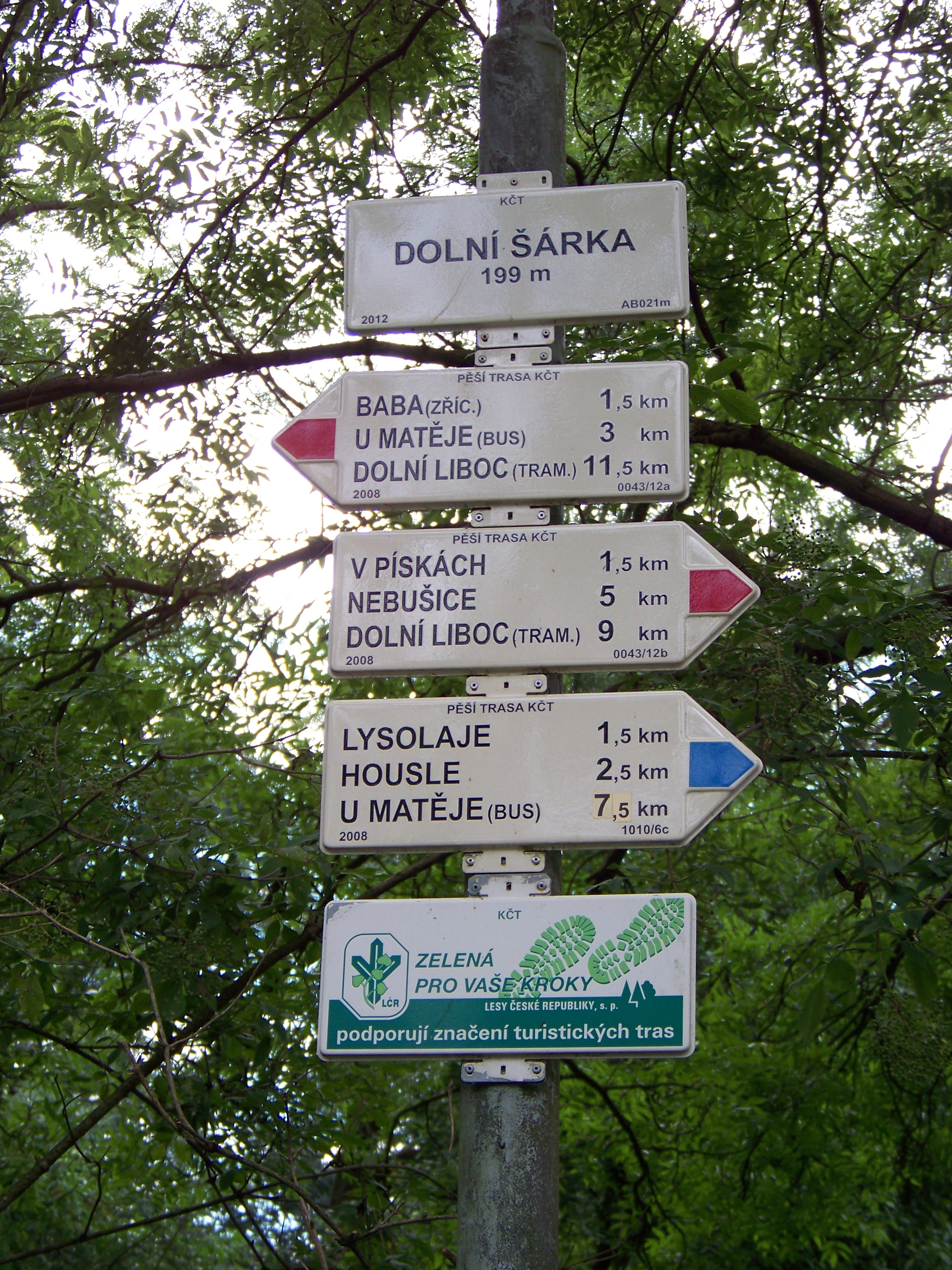
Turistický rozcestník v Dolní Šárce

## Historie
Nejstarší zmínka o vinici je ve viničních knihách z roku 1563. Vinice vznikla spojením tří samostatných vinic tří majitelů. V roce 1600 jejím jediným majitelem byl novoměstský měšťan Jakub Žežul, odtud pramení pojmenování usedlosti. Usedlost koupil od Štěpána Rybáře, který ji postavil jako viniční dům s velkým lisem a rozsáhlou vinicí (více než 12 strychů, což je asi 3,5 ha) od Jakuba Kyperského.
V roce 1627 prodal Jindřich Žežule vinici bernímu úředníkovi Pražského hradu Viktorinu Ferdinandu Domažlickému.
V letech 1651-1674 byl majitelem svobodný pán Engl z Englflussu. V té době již existoval vedle vinice obytný dům a hospodářské stavení. Po jeho smrti vše zdědila vdova baronka Englová, rozená Vratislavová z Mitrovic. Ta již roku 1708 prodala objekt opatu kláštera sv. Mikuláše na Starém Městě Pražském Mauru Roučkovi, vlastnil ji až do roku 1737. Purkrabství s nákupem souhlasilo jen za podmínky, že se vinice nestane klášterním majetkem. Za doby vlastnictví opata Roučka byla zřízena viniční kaple pro konání bohoslužeb zasvěcená sv. Isidoru. V roce 1637 objekt koupil novoměstský měšťan Leopold Kveistr.
Od roku 1762 patřila usedlost rodině Miňovských dalších sto let. V roce 1784 náležela k Žežulce půda o rozloze 9,5 jitra, z toho třetinu tvořily vinice.

## Architektonické řešení
Dnešní podobu usedlosti navrhl kolem roku 1874 J. V. Staněk jako nájemní dům s malými byty a bohatým architektonickým členěním (křídla různé výšky, věž, terasa se schodištěm). Původní viniční domek byl zcela ukryt uvnitř stavby. Hlavní obytná budova je zajímavým příkladem bohatě členěné romanticko-eklektické architektury s křídly různé výšky. Z půdorysně i výškově poměrně složité zástavby vystupuje zčásti dvoupatrová, zčásti třípatrová věž. Střechy jsou sedlové. Objekt je částečně podsklepen a navazuje na něj terasa se schodištěm.
Součástí areálu je samostatně stojící přízemní domek bývalého hostince (asi také z roku 1874, v roce 1913 v něm byl upraven sál) s polovalbovou střechou orientovaný podélně k ulici. Před hlavní průčelí předstupuje dřevěná veranda se sedlovou stříškou. Tento objekt podsklepen není
Severně navazuje rozsáhlá zahrada ohraničená kamennou ohradní zdí.
Vlevo z ulice od vstupu do areálu je dochovaný litinový vodovodní stojan.

## Výletní hostinec
Dnešní vzhled budovy pochází z této radikální přestavby z poslední čtvrtiny 19. století, při níž byla přistavena pravá část. Po této přestavbě byl využíván jako známý a oblíbený výletní hostinec, vyhledávaný byl např. při pražských Matějských poutích.

## Současné využití
Objekt byl v posledních letech rekonstruován a slouží k bydlení. Přízemní domek bývalého hostince je tč. bez využití, dříve býval využíván také jako ateliér.